# Pebrada
La pebrada (en español y en catalán), o poivrade (en francés; pwavʁadⓘ) es una salsa cuyo ingrediente principal es la pimienta negra, y que se utiliza mayormente para aderezar platos de carne. Comúnmente incluye también una bresa, vino, caldo, vinagre, harina, chalotas y hierbas aromáticas. Se tiene constancia de la pebrada desde la edad media, y se ha continuado cocinando hasta la actualidad con diferentes ingredientes y métodos de preparación según la época y el lugar. Era una salsa muy apreciada en el Medievo en toda Europa occidental. La pebrada, según Néstor Luján, «fue en el Medievo la reina de las salsas de caza».

## Historia
En la Francia medieval fue típico hacer salsas de pimienta para compañar la carne, y también una salsa similar se hacía cambiando la pimienta por amomo, aunque el término poivrade se volvería común hasta el siglo xv. Se encuentra por ejemplo una receta de pebrada en le ménagier de Paris. En la Edad Media, la poivrade se elaboraba con zanahorias, cebollas, ventrèche (tocino de cerdo), vino tinto, caldo, vinagre o agraz, nueces, pan duro, aceite de oliva, salvia, tomillo y ajo. Olivier de Serres indica en su libro Le Théâtre d'agriculture et mennage des champs, que «el jabalí se asa espetado y se sirve con pebrada o jugo de naranja». Se tiene constancia de que en las fiestas de Lieja en el siglo xiv, la ternera era cocida, luego asada y finalmente servida junto con una salsa de pimienta y bayas de enebro.
En Inglaterra, la pebrada es llamada pevorat, una salsa clásica usada para acompañar ternera (veel) y venado (venison). 
En La Cuisinière provençale, escrito por Jean-Baptiste Reboul y publicado en 1897, se dan dos recetas de salsa de pimienta (sausso pebrado en occitano). La primera consiste en granos de pimienta machacados, chalotas picadas, vinagre, salsa coulis, vino, todo ello ligado con sangre. En la segunda edición se añadía jamón crudo o ventresca, una zanahoria y una cebolla, un diente de ajo, una hoja de laurel, una ramita de tomillo, caldo, harina y puré de tomate. Las salsas de pimienta actuales se acercan mucho a esta segunda receta.